# Бортники (Рязанская область)
Бортники — деревня в Рыбновском районе Рязанской области. Входит в Пионерское сельское поселение.

## География
Находится в западной части Рязанской области на расстоянии приблизительно 44 км на запад-юго-запад по прямой от железнодорожного вокзала в городе Рыбное на правобережье реки Осётр.

## История
На карте 1850 года показана как поселение с 44 дворами. В 1859 году здесь (тогда сельцо Зарайского уезда Рязанской губернии) было учтено 17 дворов, в 1897 — 37.

## Население
Численность населения: 303 человека (1859 год), 265 (1897), 9 в 2002 году (русские 100 %), 6 в 2010.